# حسن بن داوود حلی
ابومحمد تقی‌الدین حسن بن علی بن داوود حلی (۶۴۷- بعد از ۷۰۷ق) معروف به ابن داوود حلی، عالم رجالی، فقیه، ادیب و شاعر شیعی قرن هفتم هجری قمری است. ابن داوود با علامه حلی معاصر بود. مشهورترین اثر او کتاب الرجال است. از استادان سرشناس وی می‌توان به محقق حلی، سید جمال الدین احمد بن طاووس، سید عبدالکریم بن سید احمد بن طاووس اشاره کرد.

## زندگی
ابن داوود حلی در ۵ جمادی‌الثانی سال ۶۴۷ هجری قمری متولد شد.
در کتاب‌های تراجم به محل ولادتش، اشاره نشده؛ اما از آن جا که نزد دانشمندان نام‌آور حله دانش‌آموخته، احتمالاً بیشتر عمرش را در این شهر گذرانده و در همین شهر نشو و نما کرده است. نیز به قرینه این که ابن داوود، استادش ابن طاووس را «بغدادی التحصیل» خوانده و از سوی دیگر، گفته که: تا هنگام مرگ قرین او بوده، روشن می‌شود که گویا مدتی نیز در بغداد اقامت داشته است. همچنین بر اساس بیتی از ارجوزه «عقد الجواهر»، او در ذی القعده ۷۰۰ق در کاظمین بوده و نیز در ارجوزه «منهج التقویم»، از نعمت مجاورت و زندگی در نجف یاد کرده است.
وفات ابن داوود را پس از سال ۷۰۷ق دانسته‌اند.

## استادان و مشایخ
ابن داوود در اجازات و معاجم به «سلطان العلماء و البُلَغاء» و «تاج المحدثین و الفقهاء» شهرت یافته است. از قول شهید ثانی نقل شده که: ابن داود در علم رجال مسیری را پیموده که هیچ‌یک از بزرگان شیعه آن را طی ننموده است.
از استادان و مشایخش این افراد را می‌توان نام برد:
- نجم الدین جعفر بن سعید بن حلی معروف به محقق حلی صاحب شرایع الاسلام
- سید جمال الدین احمد بن طاووس
- سید عبدالکریم بن سید احمد بن طاووس
- شیخ مفید الدین محمد بن علی بن محمد بن جهیم اسدی.[۶]

## شاگردان و راویان
- رضی الدین ابوالحسن علی بن احمد بن یحیی مزیدی حلی
- زین الدین علی بن احمد بن طراد مطار آبادی
- تاج الدین محمد بن قاصم بن مُعَیه
- نجیب الدین یحیی بن سعید حلی
- خواجه نصیرالدین طوسی
- یوسف بن مطهر حلی پدر علامه حلی.[۷]

## تألیفات

### آثار چاپی
1. کتاب الرجال مشهورترین اثر اوست که به رجال ابن داوود شهرت دارد.
2. اُرجوزَة فی الکلام؛ منظومه‌ای است زیبا در ۱۴۵ بیت، با الفاظی موجز دربارهٔ عقاید کلامی شیعه.
3. عقد الجواهر فی الاشباه و النظائر؛ این کتاب در نسخه چاپی، «جواهر الکلام فی الاشباه و النظائر» نامیده شده است. این ارجوزه با ۱۳۰۹ بیت در ۱۰ ذی قعده ۷۰۰ هجری قمری در کاظمین سروده شده است.
4. المنهج القویم فی تسلیم التقدیم؛ ارجوزه‌ای است با ۲۰۱ بیت، مشتمل بر داستانی از مباحثه‌های مربوط به شایسته‌ترین خلیفه پس از پیامبر (ص) که در مجلسی از مجالس علمای مذاهب مختلف در شهر بغداد انجام گرفته است.

### آثار خطی
1. التحفة السعدیه؛ نسخه‌ای از آن، در کتابخانه موزه بغداد وجود دارد.
2. تحصیل المنافع: نسخه‌ای از آن، در کتابخانه سید محمدعلی روضاتی در اصفهان است.
3. الجوهرة فی نظم التبصرة؛ دو نسخه از آن در کتابخانه آیت‌الله مرعشی نجفی موجود است.
4. المقتصر من المختصر؛ نسخه‌ای از آن در کتابخانه مجلس شورای اسلامی موجود است.